# Tissint (Meteorit)
Koordinaten: 29° 28′ 55″ N, 7° 36′ 40″ W

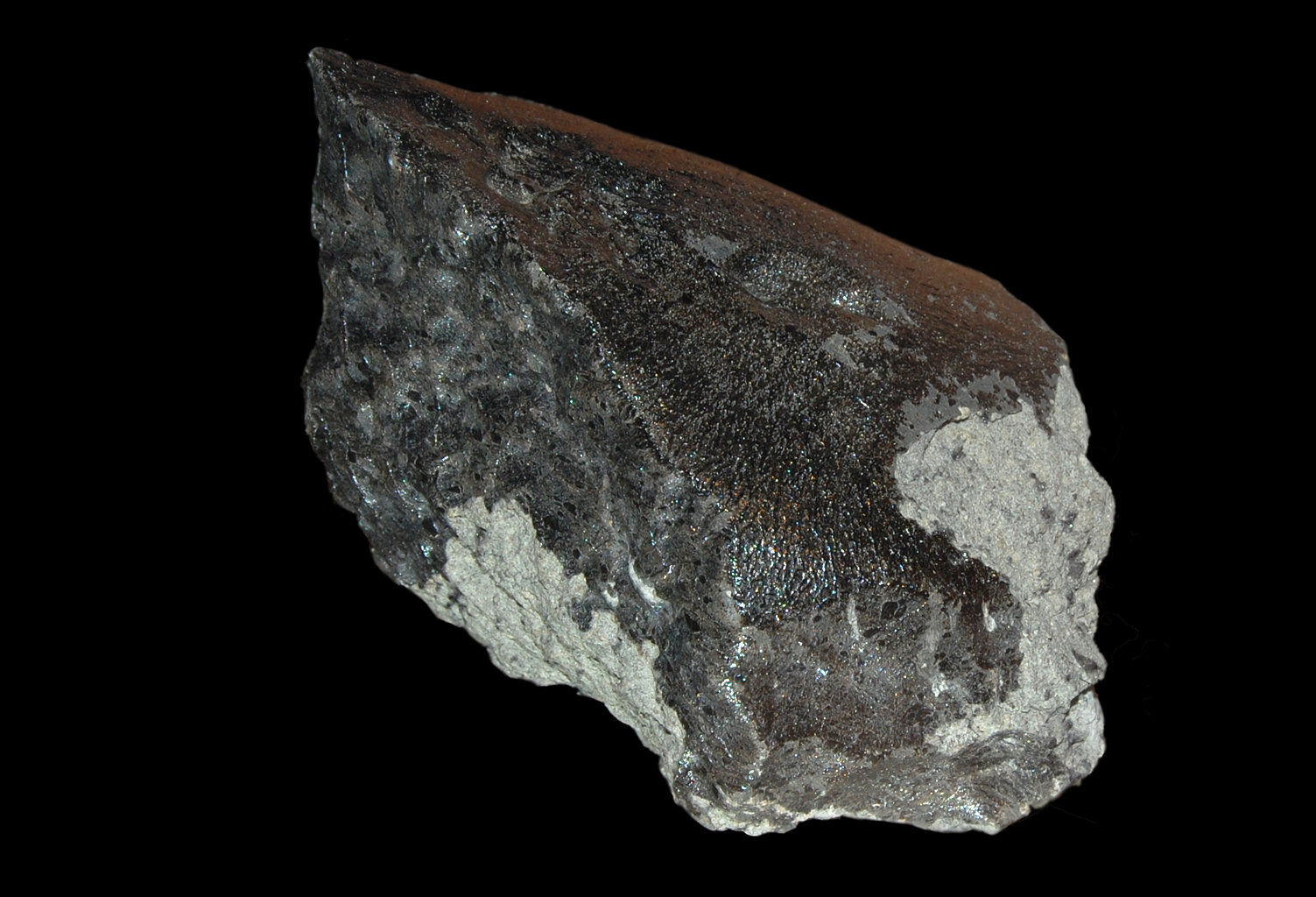
Der Tissint-Meteorit am Naturhistorischen Museum Wien (NHMV)

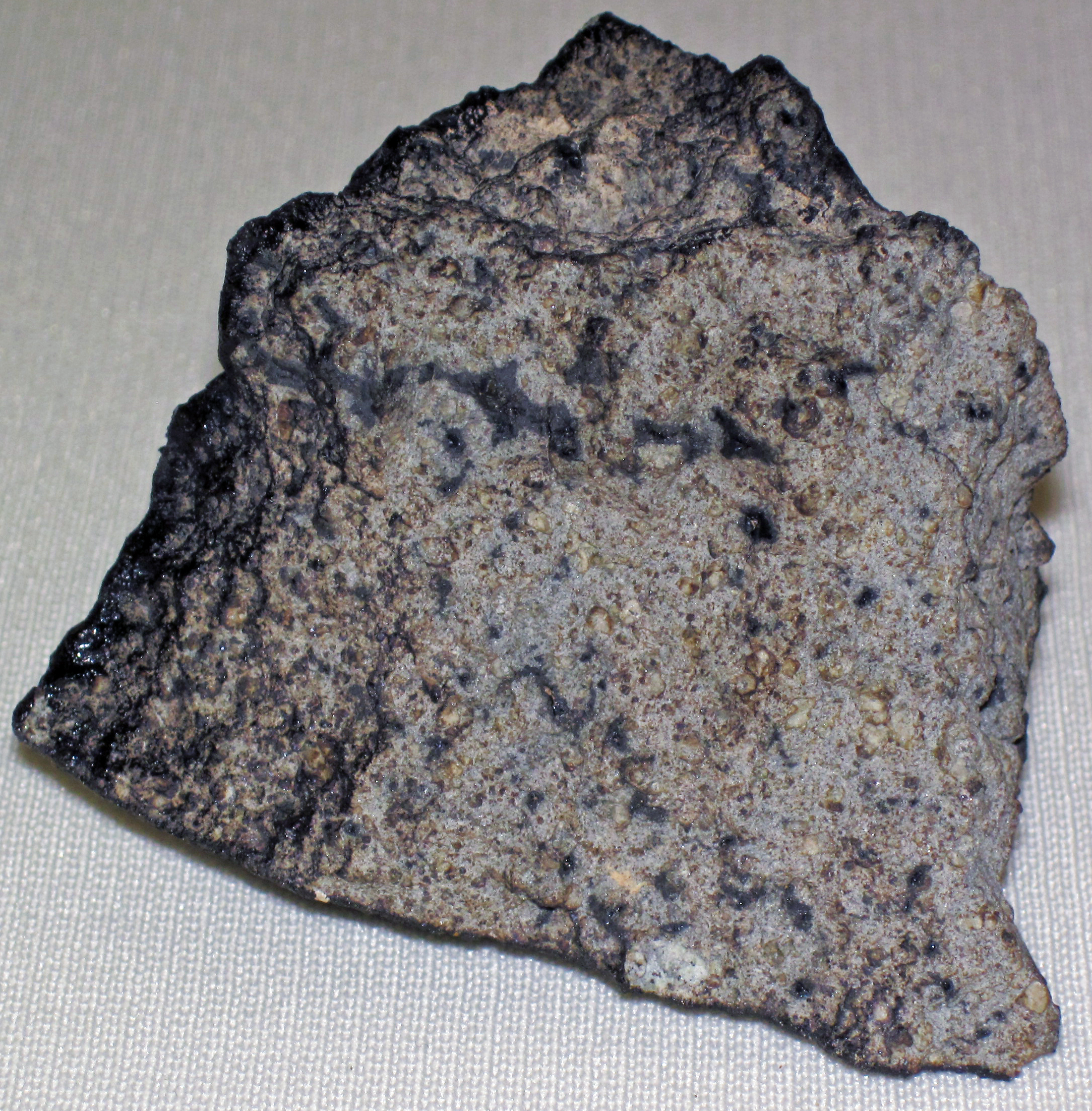
Ein Fragment des Tissint-Meteoriten

Der Meteorit Tissint ist ein am 18. Juli 2011 in der Provinz Tata im Norden der damaligen Region Guelmim-Es Semara (heute Souss-Massa) in Marokko niedergegangener Marsmeteorit.
Tissint ist der fünfte Marsmeteorit, dessen Fall auf die Erde von Menschen beobachtet wurde, und der erste seit 1962.
Es handelt sich um einen olivin-phyrischen Shergottit, der mit den Meteoriten SaU 005, NWA 1195, NWA 2046, NWA 2626, NWA 4925, NWA 5789, NWA 6162, DaG 476, Yamato 980459 sowie EETA79001 verwandt ist und möglicherweise gemeinsam mit ihnen entstanden ist.
Stücke des Meteoriten sind in mehreren Museen ausgestellt, in Europa beispielsweise im Naturhistorischen Museum Wien (NHMV) und im Natural History Museum (NHM) in London.

## Niedergang, Bergung und Aufbewahrung
Am 18. Juli 2011 wurde gegen 2 Uhr morgens Ortszeit von mehreren Personen im Tal des Oued Drâa (Wadi Draa) östlich der Oasenstadt Tata in Marokko ein heller Feuerball beobachtet. Der Augenzeuge Aznid Lhou berichtete, dass der Feuerball zunächst eine gelbe Farbe hatte, dann grün wurde und das gesamte Gebiet beleuchtete, bevor er in zwei Teile zu zerbrechen schien; über dem Tal waren auch zwei Überschallknallgeräusche zu hören.
Im Oktober 2011 begannen Nomaden, in einer abgelegenen Gegend im (zeitweiligen) Wassereinzugsgebiet des Oued Drâa etwa
50 km ostsüdost von Tata und
48 km südsüdwest vom Oasenstädtchen Tissint, sehr frisch aussehende, aber schmelzverkrustete Steine zu finden.
Das Streufeld lag nahe dem Lauf des Oued El Gsaïb (واد القصيبالقصيب, Wadi El Gsaib, Wad al-Qusayb, Oued el Ksib) und dem Plateau El Ga’ïdat (الجيدات, Al-Jaydat, El Gaïda, alias Hmadat Boû Rba’ine).
Die größten Steine wurden auf dem El-Ga'ïdat-Plateau gefunden, die kleinsten (meist einige Gramm) dagegen näher am El Aglâb-Gebirge (alias Laglab).
Ein 47 g schwerer Stein mit Kruste wurde bei 29°28.917' N, 7°36.674' W gefunden.
Der Meteorit wurde nach der Oasenstadt Tissint benannt.
Zwar wurden bis 1990 in Marokko lediglich fünf Meteoriten gefunden, aber mit Stand 2012 haben Meteoritenjäger in Marokko bereits 754 Meteoriten an dokumentierten Orten sowie Tausende weitere an nicht näher bestimmten Orten entdeckt.
Mit diesem Anstieg der bekannten Meteoritenfälle entstand ein Markt für Meteoriten, der die Entstehung einer regelrechten Meteoritenschürfindustrie vor allem in Nordwestafrika und im Oman vorantrieb.
Die marokkanischen Meteoriten gingen jedoch schnell zu Sammlungen im Ausland, denn die bedeutenden Entdeckungen führten zu hohen Preisen für die Gesteine. So wurden bei einer Auktion am 14. Oktober 2012 auch Fragmente des Tissint-Meteoriten versteigert.
Hasnaa Chennaoui-Aoudjehane – der einzigen, die den Meteoriten bis 2012 untersucht hat – wurde so leider der Zugang zu Proben für weitere Forschungen erschwert. Insgesamt verbleiben in Marokko nur wenige Überreste von den dort gefallenen Meteoriten.

### Aufbewahrung
- Das Typusexemplar mit 30,3 g befindet sich im Burke Museum of Natural History and Culture (früher Department of Earth and Space Sciences) der University of Washington (UWS/UWB) in Seattle.
- 370 g befinden sich im Center for Meteorite Studies der Arizona State University (ASU) in Tempe (Arizona)
- 58 g im Earth Sciences Building der University of Alberta (UAb) in Edmonton
- 108 g im Institute of Meteoritics der University of New Mexico (UNM) in Albuquerque
- 908,7 g im Naturhistorischen Museum Wien (NHMV)[17][6]
- ein weiteres Stück befindet sich im Natural History Museum (NHM) in London.

Das übrige Material befindet sich im Besitz anonymer Händler und Sammler.

## Physikalische Merkmale
Es wurden Dutzende von Teilstücken mit einer Masse von 0,2 bis 1.282 Gramm gesammelt (nach anderen Angaben mehrere hundert Steine mit einer Masse von 0,1 g bis über 1 kg), insgesamt etwa 12–15 (respektive 7–20) Kilogramm. Die Fragmente sind unterschiedlich stark von einer glänzenden schwarzen Schmelzkruste überzogen.
Diese zeichnet sich durch dickere Schichten auf den äußeren Partien und glänzende Bereiche über Olivin-Einsprenglinge (Phänokristen) und Einschlags-Schmelztaschen (englisch impact melt pockets) im Inneren aus.
Manche Steine weisen auf einigen Oberflächen eine dünnere sekundäre Schmelzkruste auf, und einige sind auch gebrochen und geben das Innere frei.
Dieses freigelegte Innere hat eine blasse grün-graue Farbe mit millimetergroßen, blassgelben Olivin-Einsprenglingen mit spärlichen Bläschen (engl. vesicular pockets) und dünnen Adern aus schwarzem Glas.

## Petrologie, Geochemie und Herkunft
Der Meteorit wurde vor 700.000 bis 1,1 Millionen Jahren aus dem Mars herausgeschleudert.
Tissint scheint aus einem tiefen Gebiet des Mantels dieses Planeten (vgl. Erdmantel) zu stammen, wodurch er sich von allen anderen bis dahin bekannten Mars-Shergottit-Meteoriten unterscheidet.
Das Material ist stark geschockt und deutet darauf hin, dass es während des größten jemals bekannt gewordenen Impakt-Auswurfs aus dem Mars herausgeschleudert wurde. Angesichts der bei Tissint beobachteten weit verstreuten Schockschmelze könnte eine Veränderung anderer weicher Minerale (Karbonate, Halogenide, Sulfate und auch organische Stoffe), insbesondere entlang der Korngrenzen, stattgefunden haben. Dies könnte zum Teil das Fehlen solcher Minerale in diesem Meteoriten erklären.
Es kann aber nicht belegt werden, dass solche Materialien biotischen Ursprungs sind.
Da die Meteoritenfragmente innerhalb weniger Tage nach dem Fall geborgen wurden, kann er als „unkontaminierter“ Meteorit gelten.
Tissint weist Anzeichen von Verwitterung durch Wasser (englisch water weathering) auf, und es gibt Anzeichen dafür, dass Material durch Wasser oder Flüssigkeit in die Gesteinsrisse getragen wird, was bei einem Marsmeteoriten zuvor noch nie beobachtet wurde.
Insbesondere wurden bei den Analysen der hydrothermalen Mineraleinschlüsse auch kohlenstoff- und stickstoffhaltige Verbindungen gefunden.
Durch verschiedene Teams wurden einerseits im Vergleich zum Gehalt in der Marsatmosphäre und -kruste erhöhte Werte des Isotops Kohlenstoff 13 (13C), andererseits niedrige Werte gefunden. Dies könnte auf einen biologischen Ursprung hindeuten, aber es gibt auch mehrere geologische Prozesse, um dies zu erklären, ohne von komplexen Lebensprozessen auszugehen.
Zum Beispiel könnte einiges des 13C auf dem Mars selbst den Ursprung in Meteoriten und/oder Kometen haben und sich beim Einschlag mehr oder weniger mit dem Marsboden vermischt haben.
Auch ein vulkanischer Ursprung ist denkbar.
Die Analyse durch die marokkanische Meteoritenforscherin Hasnaa Chennaoui-Aoudjehane von der Universität Hassan II. in Casablanca ergab, dass es sich bei dem Meteoriten um einen „verarmten“ pikritischen Shergottit handelt und er der Petrographie („Lithologie“) A (und C) des Meteoriten EETA79001 ähnelt.
Die innere Struktur des Tissint-Meteoriten besteht aus Olivin-Makrokristallen (oder -Knollen, en. nodules), die in eine feinkörnige Matrix aus Pyroxen und Feldspatglas eingebettet sind. Die Matrix weist zahlreiche Risse auf, die mit schwarzem glasartigem Material gefüllt sind. Wie andere Shergottite ist auch der Tissint-Meteorit mit Magnesiumoxid (MgO) und anderen kompatiblen Elementen wie Nickel und Kobalt angereichert. Die Zusammensetzung der Hauptmasse ist an leichten Seltenen Erden und anderen unverträglichen Elementen wie Beryllium, Lithium und Uran verarmt, dagegen ist das glasartige Material mit diesen Elementen angereichert.
Die Daten zu feuerfesten Spurenelementen (refractory trace elements), Schwefel und Fluor sowie die Daten zur Isotopenzusammensetzung von Stickstoff, Argon und Kohlenstoff, die beim Erhitzen aus der Matrix und den Glasadern des Meteoriten freigesetzt werden, deuten eindeutig auf eine Komponente der Marsoberflächen einschließlich eingeschlossener atmosphärischer Gase hin.
So kann der Einfluss der Marsverwitterung in situ von einer etwaigen terrestrischen Kontamination des Meteoriten nach dem Niedergang auf die Erde unterschieden werden.
Die Marsverwitterungsmerkmale in Tissint passen zu den Ergebnissen der Marsbeobachtungen durch Raumfahrzeuge, zudem hat Tissint hat ein Alter von 0,7 ± 0,3 Millionen Jahren, was mit dem vieler anderer Shergottite, insbesondere EETA79001, übereinstimmt. Dies deutet darauf hin, dass diese Meteoriten während desselben Ereignisses aus dem Mars herausgeschleudert wurden.
Die Gesamtzusammensetzung des Tissint-Meteoriten entspricht der von Aluminium-armem Eisen(II)-haltigen Basaltgestein, das wahrscheinlich durch magmatische Aktivität an der Marsoberfläche entstanden ist.
Diese Basalte wurden dann durch Flüssigkeiten verwittert, die in Spalten und Rissen mit inkompatiblen Elementen angereicherte Mineralien ablagerten.
Bei dem späteren Einschlag auf der Marsoberfläche vor etwa 0,7 Millionen Jahren schmolz das ausgelaugte Material und bildete schwarze glasartige Adern, dabei wurden die Shergottite aus dem Mars herausgeschleudert.

### Typlokalität
In dem Meteoriten wurde eine Reihe von Mineralien erstmalig gefunden, für die er daher als Typlokalität gilt:
- Ahrensit,
- Chenmingit[27] und
- Tissintit